# یوسوکه سایکاوا
یوسوکه سایکاوا (انگلیسی: Yusuke Saikawa؛ زادهٔ ۱۰ ژوئن ۱۹۸۵) بازیکن فوتبال اهل ژاپن است.
از باشگاه‌هایی که در آن بازی کرده‌است می‌توان به باشگاه فوتبال کونسادول ساپورو اشاره کرد.